# شيير لدعم السرطان
منظمة شيير لدعم السرطان لتقديم الدعم المتبادل بمدينة نيويورك، وهي تحظى بتقدير كبير" وتضم النساء المصابات بسرطان الثدي أو المبيض،وهي منظمة تطوعية تُدار بشكل احترافي. وتقوم المتطوعات والعاملات المُدرَبات الناجيات من سرطان الثدي والمبيض بتشغيل الخطوط الهاتفية الساخنة باللغة الإنجليزية والإسبانية بالإضافة إلى عشر لُغاتٍ أخرى وتقود فرق دعم وتقدم مجموعة متنوعة من الخدمات التعليمية 18 موقعًا وفي كل حي من أحياء مدينة نيويورك.ولا تتقاضى منظمة شارك شيئًا عن أيٍ من خدماتها، كما أنها لطالما حظيت بثناء على "برامج التوعية واسعة النطاق للمجتمعات المحرومة في مدينة نيويورك".وتتعاون المنظمة مع العديد من المستشفيات الكبرى في منطقة مدينة نيويورك.

## أنشطة على الصعيد العالمي
وفقًا لمنظمة الصحة العالمية التابعة للأمم المتحدة، يموت أكثر من 500000 شخص في جميع أنحاء العالم كل عام بسبب سرطان الثدي؛ حيث يعتبر سرطان الثدي هو السبب الرئيسي للوفيات الناجمة عن السرطان بين النساء في جميع أنحاء العالم. وإذ تسلم بضرورة مساعدة النساء لبعضهن البعض لمعالجة أثر هذا المرض، ساعدت متطوعات منظمة شارك في إنشاء منظمات دعم متبادل مماثلة في إسرائيل وجمهورية التشيك.